# کارلوس آرویو
کارلوس آرویو (انگلیسی: Carlos Arroyo؛ زادهٔ ۳۰ ژوئیهٔ ۱۹۷۹) بازیکن بسکتبال اهل پورتوریکو است. از باشگاه‌هایی که در آن بازی کرده‌است می‌توان به یوتا جاز، میامی هیت، بوستون سلتیکس، دنور ناگتس، باشگاه فوتبال بارسلونا، تورنتو رپترز، دیترویت پیستونز، و اورلندو مجیک اشاره کرد. وی در مسابقات کشوری و بین‌المللی در مجموع برندهٔ ۶ مدال طلا، ۲ مدال نقره، ۴ مدال برنز شده‌است.